# Arkangel (Black Mirror)
"Arkangel" é o segundo episódio da quarta temporada da série de antologia Black Mirror. Foi escrito por Charlie Brooker e dirigido por Jodie Foster. O episódio foi exibido pela primeira vez na Netflix, junto com o resto da quarta temporada, em 29 de dezembro de 2017.
"Arkangel" é o nome de uma tecnologia de implante que permite que os pais acompanharem e monitorarem seus filhos, que também traz imagens de Auta resolução que lhes causam aflição. A mãe solteira Marie (interpretada por Rosemarie DeWitt) tem sua filha, Sara (Brenna Harding) implantada com Arkangel; enquanto efetivamente eficaz, se torna um obstáculo perigoso, e Marie permite que Sara cresça sem o uso do Arkangel. À medida em que Sara cresce, se transforma em uma adolescente rebelde, e Marie fica tentada a usar o Arkangel de novo.
O episódio foi o primeiro episódio de Black Mirror a ser dirigido por uma mulher, e o primeiro a ter uma forte ênfase na família. Arkangel recebeu uma recepção mista e foi comparado a um filme independente. Muitos críticos elogiaram o conceito do episódio, mas pensaram que o tema da pais helicópteros foi enfatizado à custa de outros aspectos mais potencialmente interessantes.

## Enredo
A mãe solteira Marie dá à luz a filha Sara. Anos depois, enquanto Marie vive com seu pai, Sara desaparece um dia no parque enquanto persegue um gato. Depois de uma busca desesperada, Sara é encontrada pelas trilhas do trem. Em um esforço para evitar que isso aconteça novamente, Marie se inscreve para participar de um experimento gratuito para o "Arkangel", um chip dentro do cérebro da criança, que permite aos pais rastreá-los, monitorar sua saúde e ver o que eles estão vendo através de um tablet, "unidade parental". Além disso, Arkangel pode detectar os níveis de estresse da criança, e pixelar qualquer coisa que possa causar estresse ou medo. O pai de Marie é cético, mas Marie continua com o teste.
Apesar de inicialmente funcionar bem, por exemplo, bloqueando um cão do bairro assustador, o chip tem efeitos negativos quando o avô de Sara tem uma casa de ataque cardíaco sozinho com Sara, e o chip bloqueia ele pedindo ajuda a Sara. No entanto, através do tablet, Marie vê o ataque cardíaco e consegue levá-lo ao hospital a tempo.
Anos mais tarde, Sara, de sete anos de idade, fica conhecida como "atiradora" devido ao seu chip. O rebelde da turma Trick tenta explicar a Sara o que é sangue, bem como cenas de violência gráfica. No entanto, seu chip filtra tudo isso. Mais tarde naquela noite, Sara tenta desenhar fotos violentas, extraindo sangue de seus dedos com um lápis, o que faz com que Marie intervenha. Sara a agride, com seu chip protegendo-a de ver isso. Marie leva Sara ao médico, que aconselha Marie que, como o chip não pode ser removido, ela deve jogar o tablet Arkangel fora. Marie, em vez disso, arruma o tablet e desliga o filtro antes de enviar Sara para a escola sem Arkangel pela primeira vez. Trick mostra imagens de violência e pornografia.
Sara cresce sem o Arkangel, e agora quinze anos, ela é convidada por Trick até o lago. Sara diz a sua mãe que vai para a casa de uma amiga e vai ao lago com sua amiga. No entanto, Marie descobre que Sara não está na casa de sua amiga e contata todos os pais de seus amigos, além de deixar uma mensagem para a própria Sara. Sem ideia de onde está a filha, Marie ativa novamente o Arkangel. Através do chip no cérebro de Sara, ela vê Sara e Trick fazendo sexo. Sara chega em casa e mente para Marie sobre onde ela estava, então Marie começa a usar Arkangel novamente. Ela vê Sara usando cocaína dada a ela por Trick, e confronta Trick onde ele trabalha, dizendo para deixar Sara sozinha, chantageando-o com imagens de ambos fazendo sexo. Trick não responde às chamadas ou mensagens de Sara, e quando ela fala com ele pessoalmente, ele diz que eles não podem estar juntos. Mais tarde naquela noite, Marie recebe uma notificação sobre o Arkangel e vai à farmácia. Na manhã seguinte, ela coloca pílulas anticoncepcionais de emergência no smoothie de Sara.
Naquele dia na escola, Sara começa a sentir-se doente e vomita. A enfermeira da escola explica que foi causada pela pílula do dia seguinte, embora ainda funcione. Quando Sara vai para casa, ela procura na cozinha e descobre o pacote de contracepção de emergência na lixeira e passa pela sala de Marie até descobrir o Arkangel. Sentindo-se traída, ela começa a arrumar as coisas dela. Marie chega em casa e Sara a enfrenta, levando Sara a bater Marie com o tablet do Arkangel, o filtro nos olhos está acidentalmente ativado impedindo-a de ver o quanto ela está machucando Marie, até que o tablet se quebra, e Sara percebe o que ela fez.
Marie acorda, está gravemente ferida e entra nas ruas, gritando por Sara, o tablet desligando pelo dano sofrido. Nos arredores da cidade, Sara sai sobe num caminhão que passava, deixando Marie para trás.

## Análise
Um crítico compara "Arkangel" com os episódios anteriores de Black Mirror "The Entire History of You" e "Be Right Back", pois cada episódio é baseado em uma tecnologia existente e, de forma plausível, demonstra como a tecnologia pode dar errado no futuro.

## Produção

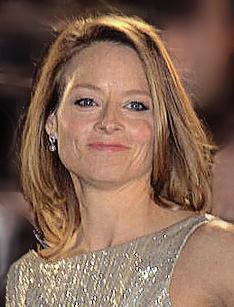
"Arkangel" foi dirigido por Jodie Foster, fazendo o primeiro episódio de Black Mirror a ser dirigido por uma mulher.

Enquanto a primeira e a segunda temporada de Black Mirror foram exibidas pelo Channel 4 no Reino Unido, em setembro de 2015, a Netflix encomendou a série para 12 episódios e, em março de 2016, comprou os direitos de distribuição da terceira temporada, por US$ 40 milhões. A encomenda dos 12 episódios foi dividida em duas temporadas de seis episódios cada.
Este foi o primeiro episódio de Black Mirror a ser dirigido por uma mulher, Jodie Foster.  Foster estava no controle de lançar o episódio que levava ao elenco de sua amiga, Rosemarie DeWitt, como Marie, quando o casal havia se encontrado com a esposa de Foster, Alexandra Hedison; Esta foi apenas a segunda vez que Foster trabalhou com um amigo como diretor, depois de Mel Gibson em 2011 o filme The Beaver. De acordo com Brooker, Foster foi escolhida para o episódio porque, como ex-atriz mirim, ela entenderia o que era crescer no centro das atenções.
Escrito por Charlie Brooker, o episódio pretende simpatizar com os pais helicópteros. O roteiro original deu ao pai de Marie apenas uma parte muito menor, mas isso foi desenvolvido por Foster. Foster também influenciou outras mudanças no roteiro e ofereceu muitas observações sobre a tecnologia utilizada e a motivação de Marie para suas ações depois de ver sua filha ter relações sexuais com Trick.
Foster afirma que as filmagens envolveram "longas horas" e que as cenas protagonizadas por crianças eram particularmente problemáticas. A exibição de conteúdo gráfico foi evitada no episódio, com Foster acreditando que "distrairia de qual era o significado". Uma exceção foi a cena em que Sara ataca sua mãe. Brooker observa que, nessa cena, mais pancadas foram filmadas do que passaram para o episódio, embora fossem necessários o suficiente para o espectador compreender a perspectiva de Sara e tornar Marie inconsciente.
Explicando as ações de sua personagem Marie, DeWitt diz em uma entrevista que as mães solteiras "experimentam a traição de maneira diferente"; Foster acrescenta que quando Marie percebe que Sara está mentindo para ela, mas não a enfrenta, ela causa uma "fissura" e Marie começa a "lutar uma batalha para ganhar o controle". Ao tentar impedir que sua filha a deixasse, Marie é vítima de uma profecia autorrealizável, pois "engendrou o resultado exato que mais temia".

### Marketing
Em maio de 2017, um post do Reddit anunciou não oficialmente os nomes e diretores dos seis episódios da quarta temporada de Black Mirror.  O primeiro trailer da série foi lançado pela Netflix em 25 de agosto de 2017 e continha os seis títulos dos episódios. Em setembro de 2017, duas fotos da quarta temporada foram lançadas, incluindo uma de "Arkangel".
A partir de 24 de novembro de 2017, a Netflix publicou uma série de cartazes e trailers para a quarta temporada do programa, denominado "13 Days of Black Mirror". Em 6 de dezembro, a Netflix publicou um trailer com uma amálgama de cenas da quarta temporada que anunciou que a série seria lançada em 29 de dezembro.

## Recepção
Louvando a direção de Foster e a atuação de DeWitt, Adam Starkey do Metro escreve que o episódio é sobre uma "paranoia reconhecível" que compensa a execução "ligeiramente previsível" do episódio. Em uma revisão positiva para "Den of Geek", Louisa Mellor elogia o "equilíbrio hábil" dado ao dilema ético explorado pelo episódio, bem como o "sensível e emocional estilo de filme indie dos EUA da Foster" e como a história é disse não com autoridade, mas "com empatia".
Sophie Gilbert do The Atlantic opina que apesar da excelente premissa do episódio, ele falha devido à falta de execução. Gilbert afirmou ainda que a moral do episódio é óbvia, e a questão do impacto que a imagem de um adulto em uma criança é interessante, mas não explorada o suficiente. Em uma revisão de três estrelas para The Telegraph, Ed Power tem a mesma crítica de que Brooker poderia aprofundar" as repercussões de crianças que assistem imagens violentas e pornográficas, chamando o episódio "arquetípico Black Mirror, quase a uma falha".
No Rotten Tomatoes tem uma aprovação favorável de 77% baseado na avaliação de 22 críticos, sob o consenso de que: "Embora exagerado, "Arkangel" equilibra os episódios tipicamente frenéticos de Black Mirror ,com uma parcela calma, contemplativa e convincente.